# Distretto di Nacala-a-Velha
Il distretto di Nacala-a-Velha è un distretto del Mozambico, facente parte della Provincia di Nampula.